# Gaeilavore
Gaeilavore is een onbewoond boomloos Schots rotseiland in de Binnen-Hebriden. Het eiland ligt ten noorden van het schiereiland Trotternish op Skye, ten zuiden van Fladda-chùain en ten noordwesten van Gearran en Am Bord. Gaeilavore is aan het noordoosten verbonden met het lagere eiland Thon Eilean.